# Heldmaschine
Heldmaschine ist eine 2011 gegründete deutsche Musikgruppe aus Koblenz. Musikalisch ist die Gruppe der Musikrichtung Neue Deutsche Härte (NDH) zuzuordnen.

## Geschichte
Heldmaschine entstanden 2011 als Parallelprojekt aus der Rammstein Tribute-Band Völkerball. Am 6. April 2012 erschien mit Weichen + Zunder das erste eigene Album der Band, im selben Monat das Musikvideo zu Radioaktiv. Die eigene Musik wurde zunächst noch unter dem Bandnamen Völkerball, aber mit dem Zusatz Weichen + Zunder vertrieben. Da es zu Irritationen der Konzertbesucher kam, die bei Völkerball ausschließlich Rammstein-Cover erwarteten, entschied man sich im Mai 2013 dazu, die Völkerball-untypische Musik unter dem Namen Heldmaschine zu vertreiben. Mit dem Namenswechsel änderte sich auch die Besetzung der Band: Für Tilmann Carbow und Andreas Schanowski kam Marco Schulte (Bass), Bruder des Sängers René Anlauff. Die Position des Keyboarders wurde gestrichen. Nach dem Bandsplit wurde das Album mit überarbeitetem Logo und Bandnamen erneut veröffentlicht. Im Mai 2013 gab es die ersten Konzerte als Heldmaschine. Im Herbst 2013 folgte das Musikvideo zu Doktor.
Am 28. März 2014 erschien die CD Propaganda. Für die Regionalpresse galt die Band als „größte Neuentdeckung der Neuen-Deutschen-Härte-Szene“. Heldmaschine spielten 2014 auf großen Musikfestivals wie dem Dark Munich Festival in München und dem Blackfield Festival in Gelsenkirchen, sowie deutschlandweit auf etlichen eigenen Konzerten. Sie waren Bestandteil der Konzertreihe Eisheilige Nächte in der Schweiz, gemeinsam mit Subway to Sally, Unzucht und Saltatio Mortis.
Am 21. August 2015 wurde das Studioalbum Lügen veröffentlicht. Vom 30. Oktober bis zum 5. Dezember 2015 erfolgte die Lügen-Tour, die insgesamt 21 Auftritte umfasste. Heldmaschine spielten 2016 auf dem Rockharz Open Air und nahm am M’era Luna Festival teil. Zudem begleitete die Band Erdling und Megaherz von September bis Mitte Dezember 2016 auf deren ERDWÄRTS TOUR 2016. Am 4. September 2016 erschien das Album Himmelskörper. Die Band trat auf dem Wacken Open Air 2017 auf. Ende des Jahres gab die Band anlässlich der Himmelskörper Herbsttour 2017 15 Konzerte. Bei den meisten Konzerten trat die Band Maerzfeld als Vorgruppe auf. Zum Jahresabschluss gab die Band unter dem Motto Nacht Der Helden am 29. Dezember ein Konzert in Oberhausen.
2018 erschien mit Live und laut das erste Livealbum der Band. Bis einschließlich Februar 2018 begleitete Marco Vetter die Band an der Gitarre, an Stelle von Stankovic. Zudem trat die Band als Vorgruppe von Hämatom auf. Im März 2018 traten Heldmaschine als Vorgruppe von Maerzfeld auf. Im September 2018 wurde bekannt, dass Stankovic die Band zum Oktober verlassen wird. Seinen Platz nimmt Eugen Leonhardt ein, der zuvor Stankovic schon auf einigen Konzerten vertreten hatte.
Ende 2019 erschien mit Im Fadenkreuz das fünfte Studioalbum.
Im März 2020 musste die Band ihre Tour „Im Fadenkreuz“ aufgrund der Coronapandemie abbrechen und verlegen. Als Ausgleich entschied sich die Band dazu, einen Tag nach dem Abbruch ein Streaming-Konzert auf YouTube zu veranstalten. Im Juli 2020 hat die Band ein Konzert in der Groovebar in Köln gespielt mit einem zusätzlichen Livestream über Social Media. Anschließend spielte die Band vereinzelte Konzerte in z. B. Gelsenkirchen, Koblenz, Frankfurt.
2022 musste die aus 2020 verschobene „Frühlings-Tour“ erneut bis auf 2 Ausnahmen verschoben werden. Die Herbst-Tour konnte 2022 wie geplant durchgeführt werden und im März 2023 konnte die Tour abgeschlossen werden. Nach Tour Abschluss veröffentlichte Heldmaschine die Single „Sucht“. Am 29. September 2023 erschien das sechste Studioalbum Flächenbrand. Die Flächenbrand-Tour fand im Oktober 2023 und Oktober 2024 statt.
Zwischen den zwei Blöcken der Flächenbrand wurde an dem Lied Karl Denke gearbeitet, das am 26. April 2024 erschien. Dieses diente als Soundtrack zum Film Karl Denke von Heintje Peter, der über den deutschen Serienmörder und Kannibalen Karl Denke handelt. René Anlauff ist in der historischen Rolle des Vincent Oliver auch als Schauspieler in dem Film zu sehen. Am 14. März 2025 erschien das siebte Studioalbum Eiszeit. Am selben Tag wurde eine Release-Show im Kubana in Siegburg gefeiert. Als Support-Band begleitete Heldmaschine die Band Eisbrecher auf deren Kaltfront-Tour 2025 ab dem 30. April 2025.

## Bandmitglieder
2008 wurde von René Anlauff (* 23. Mai 1972 in Iserlohn als Pierre-René Schulte), Tobias Kaiser (* 24. Juni 1979), Claus Huckriede (* 3. Januar 1975 in Mendig), Dirk Oechsle (* 19. Oktober), Marco Vetter und Tilmann Carbow (* 4. März) die Band Völkerball gegründet. Nachdem Huckriede die Band verlassen hatte, wurde Andreas Schanowski (* 25. März 1988) neuer Keyboarder. Vetter wurde 2013 von Björn Müller (* 2. September 1976 in Bonn) ersetzt. Es wurde versucht, mit den gleichen Mitgliedern die beiden Bandprojekte, Völkerball und Heldmaschine, zu bewältigen, allerdings stehen Tilmann Carbow und Björn Müller lediglich für die Tribute-Konzerte (Völkerball) zur Verfügung. Nur Sänger René Anlauff, Gitarrist Tobias Kaiser und Schlagzeuger Dirk Oechsle sind Mitglieder beider Projekte. Der Posten des Keyboarders wurde bei Heldmaschine gestrichen. Andreas Schanowski wirkte somit nur bei zwei Stücken (Weiter!, Kreuzzug) auf dem Album Propaganda mit.
René Anlauff betreibt hauptberuflich ein Tonstudio. Er war mit der deutschen Rock- und Popsängerin Meike Anlauff verheiratet, die auch gelegentlich gesangliche Unterstützung für die Projekte ihres Ex-Mannes lieferte.
Marco Schulte ist der Bruder von René Anlauff und wurde am 22. Oktober 1973 geboren. Er ist Musiklehrer an der Modern Music School MMS GmbH in Koblenz.
Tobias Kaiser studierte an der staatlichen Hochschule für Musik und darstellende Kunst in Mannheim Jazz und Popularmusik, mit dem Schwerpunkt auf Gitarrenmusik. Er ist ebenfalls Musiklehrer an der Modern Music School und verfügte bereits über Banderfahrung.
Dirk Oechsle ist Schlagzeuger seit Kindesbeinen und erhielt 1997 sein Diplom an der Modern Music School. Seit 1998 arbeitet Oechsle als Dozent an verschiedenen Standorten der Musikschule, seit 2008 ist er Franchisenehmer dieses Schulkonzeptes und Leiter des Standorte Koblenz und Emmelshausen. Oechsle war Schlagzeuger der Band Frameless.

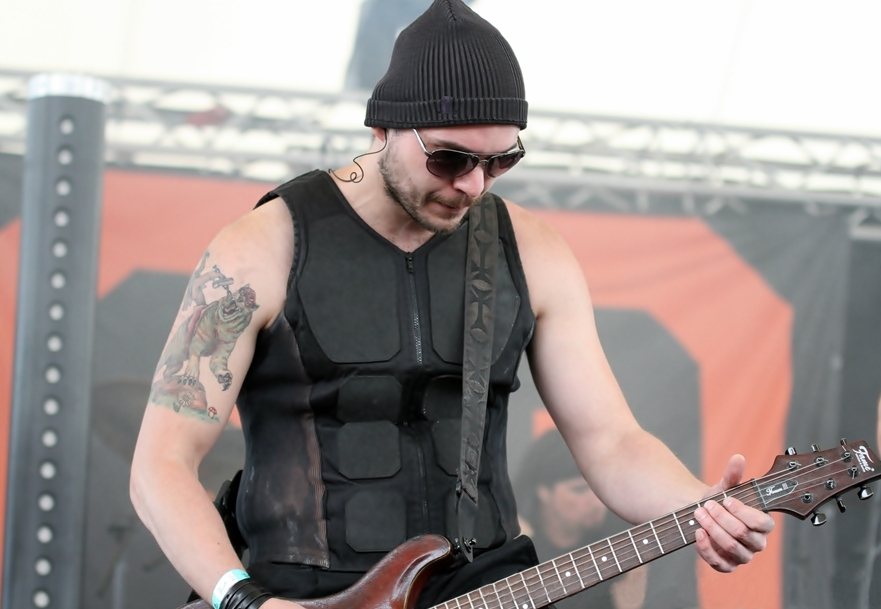
Marco Vetter

Marco Vetter war einst Gründungsmitglied von Völkerball und wechselte mit der Gründung zur Band Heldmaschine. 2014 verließ er auch dieses Projekt. Vetter springt aber immer wieder als Vertretung ein. Seinen Platz als Gitarrist nahm Dejan Dean Stankovic (* 13. März) ein. Dieser unterrichtet an einer Musikschule in Remagen. Für den Popsänger Roman Lob schrieb er den Song Day by Day auf dem Album Changes. Lob und Stankovic spielten zuvor jahrelang gemeinsam bei Rooftop Kingdom. Stankovic war Gitarrist der Band Cocoon, die sich 2013 auflöste und ist heute, neben Heldmaschine, Gitarrist der 2014 gegründeten Post-Hardcore Band Kaiju aus Neuwied. 2018 verließ Stankovic Heldmaschine. Seinen Platz an der Gitarre übernahm Eugen Leonhardt. Dieser studierte Gitarre an der Popakademie in Mannheim und hatte diese mit einem Master of Arts-Abschluss 2014 beendet. Heute arbeitet er als Komponist und Gitarrenlehrer.

## Stil

### Musikalische Entwicklung
Das erste Studioalbum, Weichen und Zunder, veröffentlichte die Band unter dem Namen Völkerball, da es noch vor dem Bandsplit veröffentlicht wurde. Mitwirkend waren Anlauff, Kaiser, Vetter, Carbow, Oechsle und Schanowski. Musikalisch und stilistisch orientiert sich das Album an den Rammstein-Alben Herzeleid und Sehnsucht. So erinnern die Stakkato-Gitarren, die elektronischen Parts und der markante Gesang von Anlauff sehr an Rammstein. Rocktimes.de spricht von einer „Huldigung“ der Band Rammstein seitens Völkerball und unterstellt dem Album „[intelligente] und schön [zweideutige] Text[e]“, erkennt aber auch an, dass das Album „nicht die Hitdichte von 'normalen' Rammstein-Alben“ besitzt.
2014 wurde mit Propaganda das zweite Studioalbum der Band veröffentlicht. Anlauff, Kaiser, Vetter und Oechsle wirkten erneut am Album mit, Carbow wurde durch Marco Schulte ersetzt, Schanowski wirkte nur an wenigen Liedern mit. Bis auf den titelgebenden Song sind alle Lieder auf Deutsch. Schwerpunktmäßig befindet sich das Album im Neue Deutsche Härte-Stil, allerdings sind die Texte im Vergleich zum Debütalbum „brutaler“ und Heldmaschine bleibt „klar und direkt in ihren Aussagen“. Das Keyboard nimmt im Vergleich zum Erstling einen viel höheren Stellenwert ein und ist teilweise das dominante Instrument. So gibt es in Weiter! und Kreuzzug wesentlich extremere und längere Keyboardparts. Die Band setzt zudem verstärkt auf melodische Refrains.
Ein Jahr später erschien mit Lügen das dritte Studioalbum. Neben dem bekannten Ensemble (Anlauff, Kaiser, Schulte und Oechsle) beerbte Stankovic Marco Vetter als Gitarristen. Erneut ist zu hören, dass das Keyboard wichtiger Bestandteil der Instrumentalisierung ist und eine musikalische Einordnung in die Electro-Szene möglich ist. Die Lieder werden durch „aufdringliche, funkig-spacige Synthies“ dominiert, die sich „mit zackigen Industrial-Riffs paaren, den Klang des Werks aber bestimmen.“ Auffallend ist auch das geringere Tempo der Lieder im Vergleich zu den Vorgängern. Kritisiert wurde auch, dass auf dem Album in sieben von 12 Liedern Gastinterpreten mitwirkten. Ebenfalls bemängelt wurden die Texte, die teilweise „Nonsens“ sind oder „die einfach keinen Sinn ergeben“ und dass die Band keine Linie findet, in der eine musikalische Einordnung möglich ist.
Im November 2016 erschien mit Himmelskörper das vierte Studioalbum der Band. Diesmal gab es keine Veränderung der Bandmitglieder im Vergleich zum Vorgängeralbum. Wie auch bei Lügen sind die Electro-Bestandteile wieder sehr stark vertreten und bilden das Grundgerüst des musikalischen Aufbaus der Lieder. Allgemein wird dem Album allerdings eine Steigerung zum Vorgängeralbum attestiert.
Das fünfte Studioalbum Im Fadenkreuz erschien am 27. September 2019 und wurde zum damaligen Zeitpunkt von der Band als das „bisher facettenreichstes“ angepriesen. Gelobt wurde das Album unter anderen von Bent-Erik Scholz für DarkMusicWorld, der das Album als „mal frech, mal nachdenklich, mal aber eben auch ein wenig plakativ“ beschrieb. Matthias Weise lobt auf Metal.de, dass das Album „schlussendlich aber nach 100% Heldmaschine“ klingt, vermisst jedoch „neue Ansätze“.
Während des Lockdowns und nach vierjähriger Schaffensphase erschien am 29. September 2023 das sechste Studioalbum Flächenbrand. Als Konzeptalbum behandelt es die Pandemie, die Folgen für Musiker und Fans, Entschleunigung und Angst. Julia Susewind in ihrer Review für Vollgas Richtung Ruck findet, dass das Album „die beste Neuerscheinung“ wäre, die sie bisher gehört hätte. Sie lobt den harten, mit elektronischen Elementen geschmückten und durchaus auch finstere Sound der Band. Final vergibt sie zehn von zehn möglichen Punkten.
Am 14. März 2025 erschien das siebte Studioalbum Eiszeit, bei dem es sich laut Julia Susewind in ihrer Review für Vollgas Richtung Ruck um einen „sehr abwechslungsreichen Longplayer“ handelt.

### Musik
Aufgrund ihrer Entstehung aus Völkerball ähneln Heldmaschine musikalisch sehr ihrem Vorbild Rammstein. Im musikalischen Vergleich mit Rammstein legen Heldmaschine allerdings mehr Wert auf elektronische Elemente. Die eigene Musik kombiniert dabei Elemente aus verwandten Stilrichtungen wie Hard Rock und Alternative Metal, aber auch Deutschrock. Häufig werden dabei auch Technoelemente eingesetzt. Dabei bedeutend ist der Keyboardeinsatz, obwohl offiziell kein Keyboarder Bandmitglied ist. Im Studio wurden die Keyboardparts überwiegend von Andreas Schanowski eingespielt, auf Live-Konzerten kommen die Keyboardakkorde dann vom Band. Mit der Veröffentlichung des Albums Lügen setzte die Band verstärkt auf Electro-Elemente.

### Texte
In den Texten der Alben erkennt man den Rammstein-Einfluss in allen Formen wieder. Die Texte sind meist mehrdeutig. Es gibt Lieder, die den gleichen Namen tragen wie das Album oder gar die Band selbst. In den Liedern werden gesellschaftskritische Themen behandelt, die zuvor auch andere Bands, insbesondere Rammstein, behandelt haben. So geht es in Menschenfresser um Kannibalismus und Leichenschändung, allerdings kommt hier wieder die Mehrdeutigkeit der Texte zum Vorschein, die auch eine Interpretation in Richtung des Identitätsdiebstahls zulassen. Die Ideen entstammten durch aktuelle Ereignisse oder anderen literarischen Werken. So war etwa der Struwwelpeter („Die Geschichte vom Daumenlutscher“) Vorbild für den Text des Liedes Du darfst das nicht. Einige Lieder erinnern stark an Rammstein-Lieder wie zum Beispiel Du darfst das nicht an Hilf mir vom Album Rosenrot und Bückstabü von Liebe ist für alle da.
Gesanglich befinden sich die Lieder in der Bass-Stimmlage. Dominant ist auch das rollende R.

### Bühnenshow

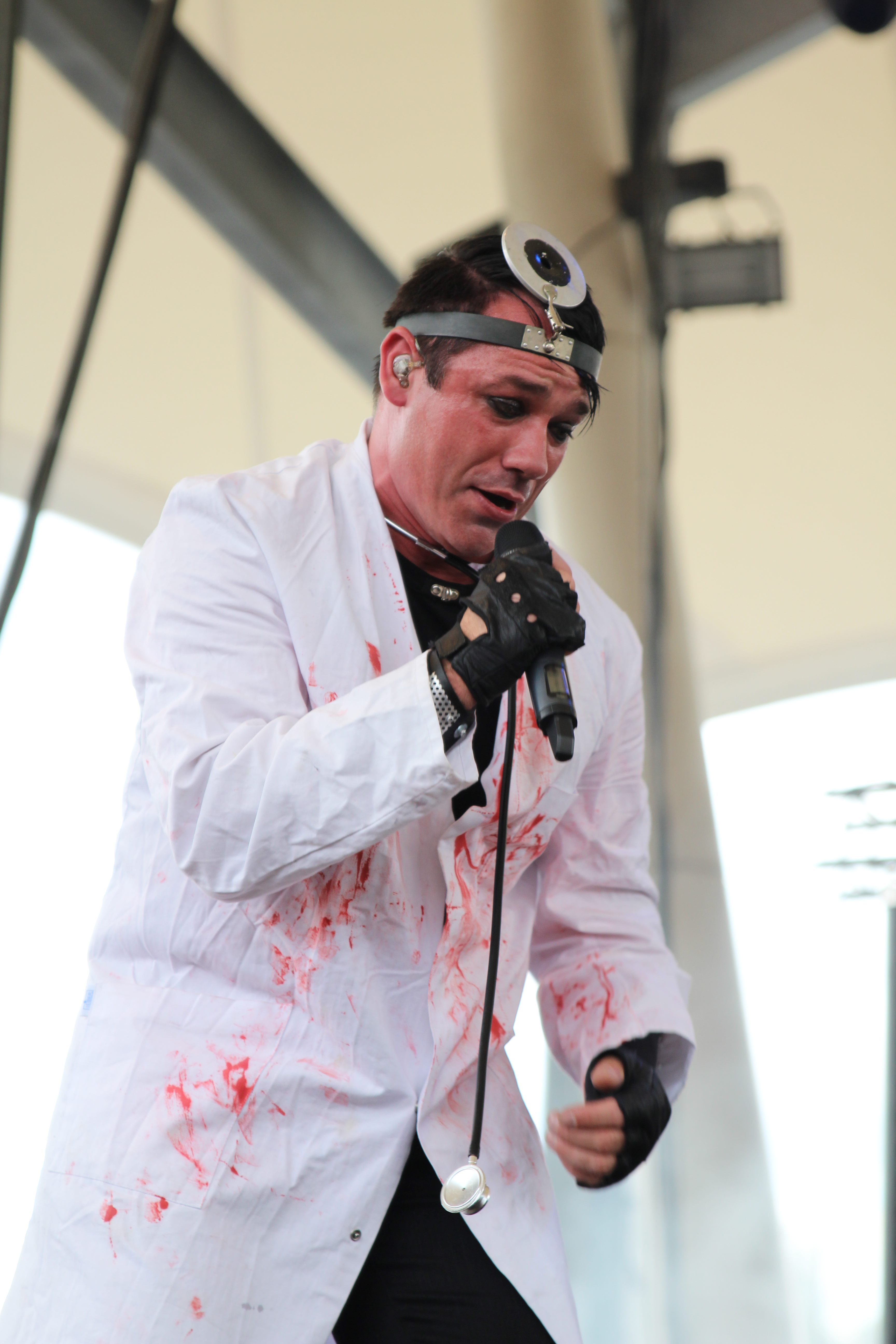
Anlauffs Bühnenkostüm zu Doktor
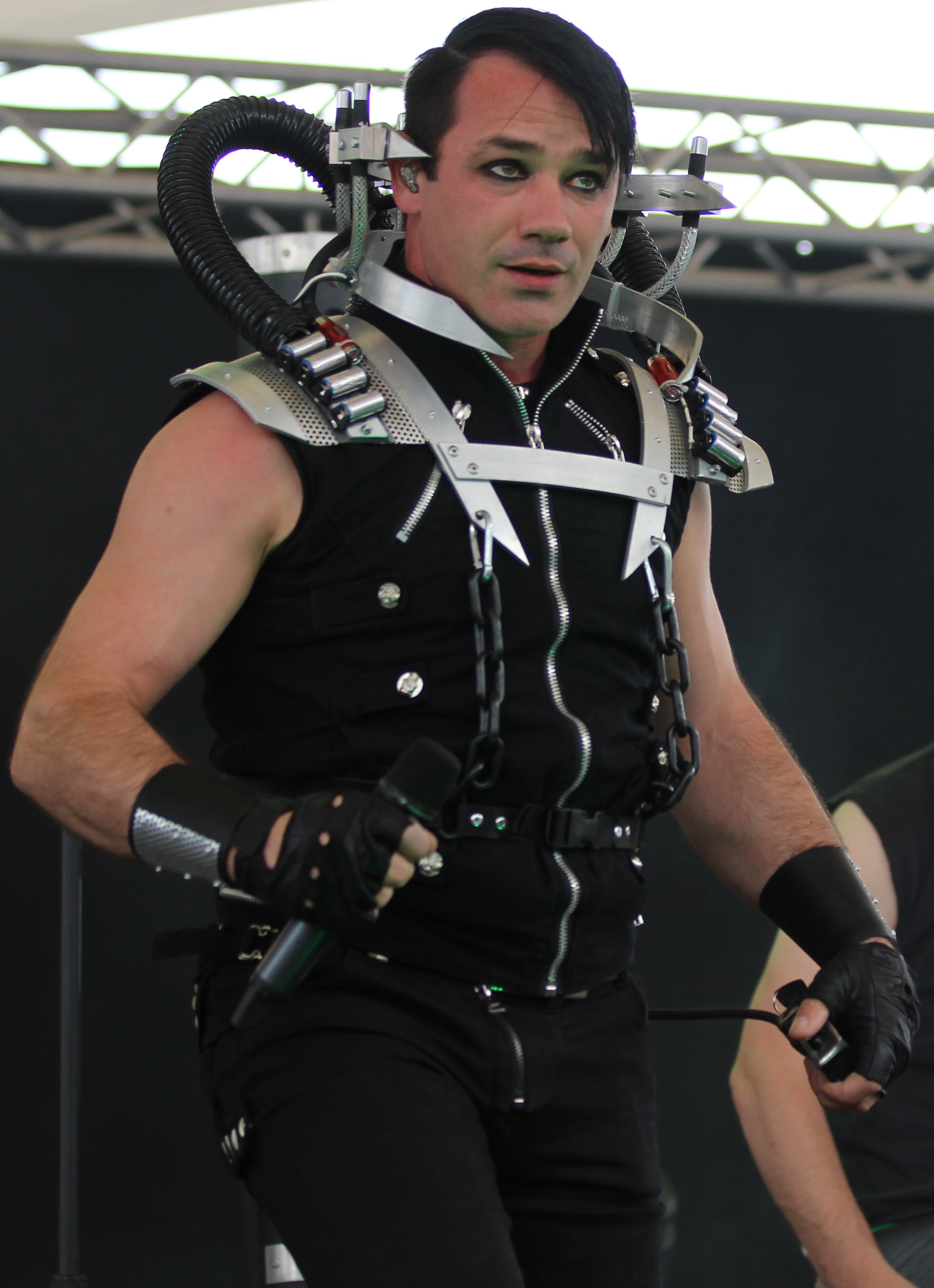
Anlauffs Bühnenkostüm zu Radioaktiv
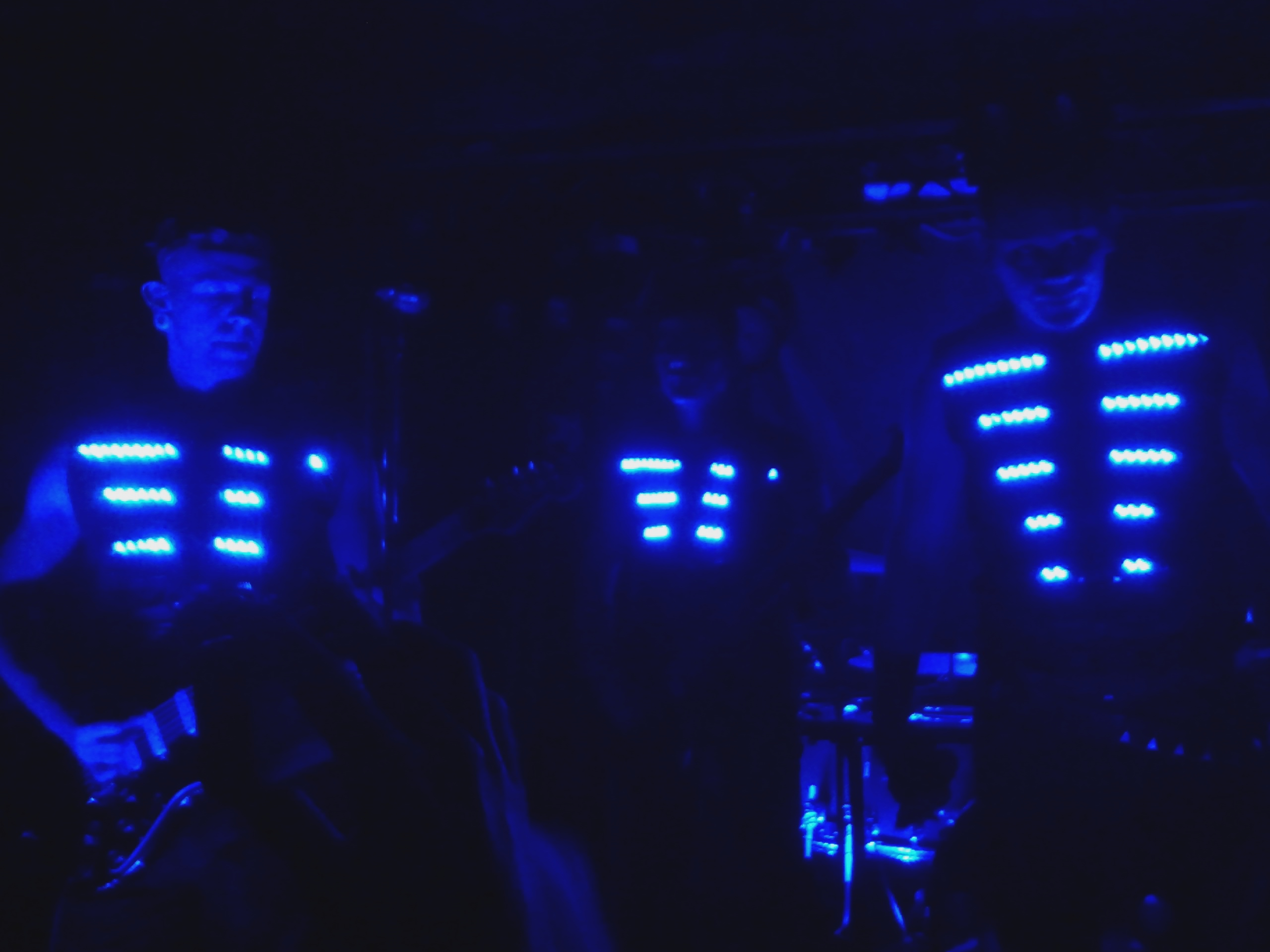
Bühnen-Performance zu Die Roboter

Sämtliche Bühnenbilder wurden von der Band, überwiegend von Anlauff selbst, hergestellt. Zu Anfang waren alle Requisiten noch aus farbbesprühtem Holz. Da die Band meistens in Hallen auftritt, setzen Heldmaschine schwerpunktmäßig auf Lichteffekte und Kunstnebel und vermeidet Pyrotechnik. Zum Song Radioaktiv strahlte Anlauff mit einem Gerät auf seinen Schultern Laserstrahlen durch die Halle. Zum Song Doktor trägt er einen blutverschmierten weißen OP-Anzug und eine überdimensionale Spritze. Zu dem Lied Maskenschlacht tragen alle Bandmitglieder zusätzlich weiße Masken, während die Bühne ausschließlich mit Schwarzlicht ausgeleuchtet wird, ebenso wie zu Die Roboter; hier werden Kostüme mit LED-Beleuchtung verwendet.

## Diskografie
Studioalben
| Jahr | Titel Musiklabel                     | Anmerkungen |
| ---- | ------------------------------------ | --- |
| 2012 | Weichen + Zunder MP Records/Soulfood | Erstveröffentlichung: 6. April 2012 (als Bandnamen Völkerball) Re-Release 2014 als Heldmaschine Produzent: Tom Dams |
| 2014 | Propaganda MP Records/Soulfood       | Erstveröffentlichung: 28. März 2014 Produzent: Tom Dams                                                             |
| 2015 | Lügen MP Records/Soulfood            | Erstveröffentlichung: 21. August 2015 Produzent: Tom Dams                                                           |
| 2016 | Himmelskörper MP Records/Soulfood    | Erstveröffentlichung: 4. November 2016 Produzent: Chris Harms                                                       |
| 2019 | Im Fadenkreuz MP Records/Soulfood    | Erstveröffentlichung: 27. September 2019 Produzent: Tom Dams                                                        |
| 2023 | Flächenbrand MP Records/Soulfood     | Erstveröffentlichung: 29. September 2023 Produzent: Tom Dams                                                        |
| 2025 | Eiszeit MP Records/Soulfood          | Erstveröffentlichung: 14. März 2025 Produzent: Tom Dams                                                             |

## Trivia
- Colin Bell, von 2013 bis 2015 Trainer des Frauen-Fußball-Bundesligisten 1. FFC Frankfurt, ist bekennender Fan der Heldmaschine. Das Lied Weiter! benutzte er, um das Team vor wichtigen Spielen zu motivieren.[32][33]
- 2015 wirkte Bell gemeinsam mit fünf Spielerinnen Frankfurts auch im Heldmaschine-Video Wer einmal lügt mit.
- In dem 2019 veröffentlichten Lied Maschinenliebe wurde u. a. das Atemgeräusch der Filmfigur Darth Vader aus dem Film Star Wars Episode III: Die Rache Der Sith als Sample verwendet.
- In einer 2015 veröffentlichten Episode der litauischen Tanz-Castingshow Dejo ar zvaignzi! ist u. a. das Lied Heldmaschine in einer gekürzten Version zu hören.[34]